# Полтергейст (фильм, 2015)
Полтергейст (англ. Poltergeist) — американский фильм ужасов 2015 года режиссёра Гила Кенана. Ремейк одноимённого фильма 1982 года. Фильм вышел в прокат 22 мая 2015 года.

## Сюжет
Эрик и Эми Боуэн вместе с тремя детьми присматривают для покупки новый дом. Эрика недавно уволили, но они находят подходящий для них дом, недавно выставленный на продажу, и переезжают.
В подсобке Эми случайно роняет серёжку за стиральную машину. Попытавшись её достать, она обнаруживает, что из под стиральной машины течёт некая жидкость с крайне неприятным запахом. В первую ночь они слышат странные звуки в стенах, и их сын Гриффин находит коробку с куклами клоунов, оставленную в доме. Ночью свет и электронные приборы внезапно начинают включаться и выключаться. Гриффин спускается вниз и видит, как его младшая сестра Мэдисон разговаривает с кем-то в телевизоре. В ту же минуту на экране телевизора появляются несколько отпечатков рук. Гриффин пытается выключить телевизор, но ему это не удаётся. Неожиданно в доме срабатывает сигнализация, а Мэди говорит: «Они здесь!». Днём, копаясь в саду, Эми пытается выяснить у Мэдисон, с кем она разговаривала ночью. Мэди же утверждает, что это её друзья, которые заблудились и хотят домой. Эми считает, что у девочки разыгралась бурная фантазия. Гриффин находит в земле кость человека. Эми просит Гриффина отнести комиксы наверх, где Гриффин замечает, что маленький мячик Мэди сам собой катится и бьётся об шкафчик, который заело от бьющих дождей. Напуганный Гриффин оборачивается и видит, что комиксы выстроились в пирамиду, которая тут же разлетелась. Эрик покупает в магазине подарки для семьи. Их старшей дочери Кендре он покупает новый iPhone, Гриффину — квадрокоптер, а Мэдисон — пиццу. Гриффин пытается рассказать родителям о странностях в этом доме, но они его не слушают. В ту же ночь Эрик и Эми собираются идти на вечеринку, чтобы познакомиться с жителями этого района. Там они узнают, что их дом был построен на месте старого кладбища. Но люди утверждают, что волноваться не о чём, ведь кладбище полностью перенесли.
На улице начинается гроза. Уложив Мэди спать, Кендра слушает музыку на своём новом телефоне. Неожиданно телефон начинает «глючить», а звуки, доносящиеся из него, ведут в подсобку. Кендра обнаруживает щель в паркете, откуда течёт та же жидкость. Из жидкости появляется рука, которая пытается утащить Кендру, однако она сопротивляется
Гриффина пугает страшное дерево, ветки которого висят над верхним окном его комнаты. Затем на мальчика нападает игрушечный клоун, которого он нашёл в ящике прошлой ночью. В страхе Гриффин убегает с чердака в комнату Мэди. Из шкафчика девочки начинает что-то прорываться, а из окна ветка дерева, превратившаяся в руку, царапает стекло. Напуганный Гриффин покидает комнату сестры, предостерегая её, чтобы она не подходила к шкафу. Пытаясь найти Кендру, Гриффин замирает при спуске с лестницы. Затем мальчика хватает ветка дерева и вытаскивает его на улицу.
У Мэди в комнате гаснет свет, от которого появляются маленькие светлячки, ведущие в шкаф, который открылся сам собой. Любимая игрушка девочки катится в сторону шкафа, заманивая Мэдисон в ловушку. Пройдя в глубь шкафа, девочка замечает, что он превращается в огромный туннель. Несколько нечеловеческих рук хватают Мэди и утаскивают её в темноту.
Возвратившись домой, Эрик и Эми обнаруживают, что Гриффин висит на дереве. На встречу им выбегает напуганная Кендра, освободившаяся от руки, и говорит, что в доме происходит что-то странное и что она нигде не может найти Мэдисон. Не найдя девочки в шкафу, обеспокоенные родители решают позвонить в полицию, но потом Эми, пообщавшаяся с Мэди через телевизор, понимает, что вызывать полицию бессмысленно.
Семья обращается за помощью в центр исследования паранормальных явлений. Гриффин винит себя в пропаже Мэди, потому что бросил её в опасной ситуации. Одна из членов сообщества исследователей Брук Пауэлл утверждает, что активность в их доме похожа на проникновение полтергейста, который отличается от привидений тем, что может нанести человеку вред. Пауэлл просит Эми позвать Мэдисон, чтобы они могли узнать, где сейчас находится девочка, в конце концов им это удаётся. Когда они спросили Мэди, где она сейчас, она отвечает, что пытается их найти, но не может. Затем из телевизора раздаётся нечеловеческий хрип, что намекает на то, что девочка там не одна. Во всём доме выключается свет, и видно, как тень Мэдисон, находящейся по ту сторону, бежит на верхний этаж. Испуганный Эрик бежит наверх, чтобы найти дочь, но в конце концов видит вместо неё обезображенную девочку, похожую на Мэди. В ярости Эрик ломает стены шкафа ножкой детского стула со словами: «Отдай её, она моя!». Внезапно открывается портал по ту сторону, а через потолок гостиной падает сломанная ножка стула. Все понимают, что шкаф — это вход, а гостиная — это выход, и что у них есть шанс найти Мэди. Но Брук Пауэлл говорит, что им нужна дополнительная помощь. К ним присоединяется «профессиональный охотник за привидениями» Кэрриган Бёрк. Они устанавливают в доме камеры, которые фиксируют, что находится в астральном мире. Гриффин использует свой дрон, чтобы увидеть Мэди, запустив дрон по ту сторону.
В конце концов совместными усилиями им удаётся освободить Мэди из астрального мира, после чего семья спешно покидает дом.

## В ролях
- Сэм Рокуэлл — Эрик Боуэн
- Розмари Деуитт — Эми Боуэн
- Джаред Харрис — Кэрриган Бёрк
- Джейн Адамс — доктор Брук Пауэлл
- Саксон Шарбино — Кендра Боуэн
- Кайл Кэтлетт — Гриффин Боуэн
- Кеннеди Клементс — Мэдисон Боуэн
- Сома Бхатия — Лорен
- Сьюзэн Хэйард — Софи
- Николас Браун — Бойд
- Карен Ивани — Столлер

## Восприятие
Фильм получил в основном негативные отзывы критиков. На сайте Rotten Tomatoes фильм имеет рейтинг 31 % со средним баллом 4,8 из 10 на основе 100 рецензий. На сайте Metacritic фильм имеет оценку 47 из 100 баллов на основе рецензий 27 критиков, что соответствует статусу «смешанные или средние отзывы».